# ムーン・リバー
「ムーン・リバー」（Moon River）は、ジョニー・マーサー作詞・ヘンリー・マンシーニ作曲の、1961年公開の映画『ティファニーで朝食を』で、主演女優のオードリー・ヘプバーンが劇中で歌った曲である。映画とともにこの曲も大人気となり、ヘプバーンの声の入っていない曲が同年にシングルで発売された（12月25日に全米最高位11位）。翌年、第34回アカデミー賞でアカデミー歌曲賞を受賞している。また、グラミー賞では最優秀レコード賞、最優秀楽曲賞、最優秀編曲賞の3部門を受賞した。

## エピソード
1961年にはジェリー・バトラー、ダニー・ウィリアムス (歌手)らも歌ってヒットを出し、翌1962年はアンディ・ウィリアムスがアルバムに収録して大ヒットになった。現在までにポップスだけでなくロック・やジャズなどジャンルを越え数百を超えるカバー曲が歌われている。なお、この歌の歌い手は、オリジナルのオードリー・ヘプバーンより、アンディ・ウィリアムスの方がよく知られており、日本の主要カラオケでも、アンディーの歌として登録されている。
しかしながらヘンリー・マンシーニ自身は、「もしオードリーが映画に登場していなければ、私自身がこの曲を作りジョニー・マーサーが詞をつけるということが果たしてできたかどうか想像できません。」と述べており、「『ムーン・リバー』はオードリーのために書かれたのです。彼女以上にこの曲を完璧に理解した人はいませんでした。『ムーン・リバー』には数えきれないほどのヴァージョンがありますが、オードリーのこれこそが文句なく最高の『ムーン・リバー』と言えましょう。」と書き記している。
もともとこの曲は1オクターブと1音しかないオードリー・ヘプバーンの声域のために書かれている。
長年、オリジナルのオードリー・ヘプバーンの歌うバージョンは、「私はプロフェッショナルなシンガーではありませんから」とヘプバーン自身が断って発売されていなかったが、ヘプバーンの死後、1993年に発売された「ムーン・リバー　〜オードリー・ヘプバーン スクリーン・テーマ・ベスト」にて初めて収録された。このアルバムはオードリー・ヘプバーンの各映画のサントラを権利元のレコード会社の垣根を超えて収録したものである。
このアルバムの発売以降他のアルバムでもオードリー・ヘプバーンのバージョンが収録されるようになり、元々ヘプバーンのバージョンが収録されていなかった『ティファニーで朝食を』のRCA盤オリジナル・サウンドトラックの再発盤でも、制作50周年の2011年以降収録されることが多くなってきている。
2013年にはINTRADA社からフィルム・バージョンの『ティファニーで朝食を』オリジナル・サウンドトラックアルバム全曲が世界で初めて発売されたが、そこでは映画で途中からオーケストラが被さるオードリーの「ムーン・リバー」とは別に、オーケストラを被せる前のヘプバーンとギターだけのバージョンもボーナス・トラックとして30曲目に収録された。
小田和正が中学生の頃、『ティファニーで朝食を』を観て感動し、初めて自分の小遣いで買ったレコードが本作であるといい、「自分もいつかこんな仕事が出来たらいいな」と思い、音楽の道を志すきっかけとなったという。後に、アルバム『BETWEEN THE WORD & THE HEART』でカバー。
また、JR東北本線の各駅や常磐線北小金駅の発車メロディとして採用されていたが、前者はATOS導入直後、後者は2019年3月16日のダイヤ改正に伴い使用停止された。